# Dual Heroes
Dual Heroes (デュアルヒーローズ) és un videojoc de lluita per la Nintendo 64 llançat el 1997 al Japó i 1998 als EUA.
Sovint ha sigut criticat i qualificat com un dels pitjors videojocs per la videoconsola.

## Jugabilitat
S'ha de lluitar amb un súper heroi contra vuit lluitadors, cadascú amb el seu propi estil de lluita.
També es pot entrenar amb un robot per practicar l'estil de lluita contra altres lluitadors en el Mode Robot, o seleccionant cinc enemics virtuals per entrenar. Es pot jugar en un sol jugador i també multijugador (fins a dos només però alhora).

## Argument
Fa 120 anys, en preparació per al futur destí, la humanitat va començar un èxode cap als satèl·lits artificials de l'espai exterior. Però el "dia del judici" va arribar fins i tot abans que la meitat de la població hagués escapat a l'espai. El canvi en la placa tectònica va fer que la forma de l'Oceà Pacífic canviés i es creés un nou continent.
Després de 100 anys, les úniques zones habitables es limitaven a la zona del nou Oceà Pacífic i del nou continent. En aquest continent es van fundar noves nacions i la humanitat va començar a reconstruir les seves vides. Enmig de la reconstrucció, el "Gaiathys", un mineral que allibera una energia similar a la gravetat, es va descobrir com una nova font d'energia interminable.
Les nacions van començar a combatre entre si per a la dominació, però les armes convencionals es van trobar inútils a causa de la influència del Gaiathyst. Per lluitar en aquestes condicions, es van millorar els vestits de poder que utilitzaven el míticat per combatre. Però la "guerra de Gaiatistes" va acabar bruscament per les forces invasores de l'Imperi Zodgierra des de l'espai exterior.
Després de conquistar les nacions, l'emperador ZORR crea el "SAP", un dispositiu de producció de super-gravetat. Orbitant sobre el nou continent, la súper gravetat del dispositiu, prohibeix que hi hagi éssers que no portin una demanda de poder. Protegit per la super-gravetat, ZORR comanda el seu imperi des d'una torre sota el SAP.
Alguns valents fan un repte per derrotar a ZORR. Són els veritables herois.